# Lange Lacke
Die Lange Lacke ist die größte von über 40 salzhaltigen Lacken im burgenländischen Seewinkel, wenige Kilometer nordöstlich von Apetlon gelegen.
Sie wird ausschließlich von Regenwasser gespeist und ihre Dimensionen bewegen sich witterungsbedingt zwischen mehr als 10 km² und vollständiger Austrocknung. Die bis zu 1 m tiefe Lange Lacke ist ein Paradies für Wasservögel (besonders bekannt durch den alljährlich im Herbst zu beobachtenden Gänsestrich) und wichtiger Bestandteil des Nationalparks Neusiedlersee-Seewinkel. Im Südosten und Westen befindet sich jeweils eine Insel.
In den 1970er und 1980er Jahren, in denen die Lange Lacke durchgehend Wasser führte, fiel signifikant weniger Niederschlag (um 12 %), als in den darauffolgenden 1990er und 2000er Jahren, in denen die Lange Lacke nahezu jährlich über weite Strecken austrocknete und große Teile ihrer Fläche einbüßte. Ohne Zweifel sind die Grundwasserbeiträge zum Wasserhaushalt der Langen Lacke in den letzten zwei Jahrzehnten weitgehend ausgeblieben. Eine Ursache liegt laut einer Studie darin, dass zu den seit Mitte des 20. Jahrhunderts bestehenden wasserbaulichen Maßnahmen des Kanalsystems zusätzlich in die hydrologischen Verhältnisse des zentralen Seewinkels ganz massiv eingegriffen wurde.